# NGC 427
NGC 427 ist eine Balken-Spiralgalaxie vom Hubble-Typ SBa im Sternbild Sculptor am Südsternhimmel. Sie ist schätzungsweise 452 Millionen Lichtjahre von der Milchstraße entfernt und hat einen Durchmesser von etwa 135.000 Lj. 

Im selben Himmelsareal befinden sich u. a. die Galaxien NGC 439, NGC 441, IC 1657.
Das Objekt wurde am 25. September 1834 von John Herschel entdeckt.